# Aladár Paasonen
Aladár Antero Zoltán Béla Gyula Arpád Paasonen Paskay de Palásthy (Budapest, 11 dicembre 1898 – Flourtown, 6 luglio 1974) è stato un militare finlandese.

## Biografia
Paasonen nacque a Budapest, nell'impero austro-ungarico, figlio del professore di filologia finnica Heikki Paasonen, nativo di Turku, e di sua moglie, l'ungherese contessa Mariska Paskay de Palásthy. Paasonen fu educato nella confessione cattolica, la religione della madre, e compì gli studi presso il Lípot Gymnasium di Budapest; nel 1916 si arruolò quale alfiere in un reggimento dell'esercito austro-ungarico che serviva in Romania, combattendo le battaglie di Transilvania e di Oituz.
Dopo la caduta dell'impero degli Asburgo Paasonen emigrò in Germania, dove si unì ai Freikorps e successivamente alla guardia bianca che combatteva per la monarchia e l'indipendenza della nazione finlandese dalla Russia con il grado di sottotenente. Nel 1920 entrò a far parte a tutti gli effetti dell'esercito finlandese e fu promosso tenente. Interessato agli studi militari che non aveva mai potuto compiere con sicurezza, tra il 1921 e il 1922 studiò all'École Supérieure de Guerre, dove insegnava allora Charles de Gaulle, quale osservatore straniero.
Nel 1923 fu promosso capitano, nel 1926 maggiore e nel 1929 tenente colonnello. Fu addetto militare finlandese a Mosca tra il 1931 ed il 1931 e a Berlino nel 1933, succedendo a Juho Heiskanen. Nel 1937 fu promosso colonnello e divenne consigliere militare del presidente Kyösti Kallio; inoltre aveva fatto parte del movimento d'estrema destra Guardia Civile, fondato da Lauri Malmberg.
Prima della guerra d'inverno Paasonen fu membro della delegazione finlandese a Mosca; durante la guerra fu a Parigi con la missione di procurare appoggi politici e diplomatici alle forze finlandesi; nel 1939 fu insignito della legion d'onore quale ufficiale. Durante la guerra di continuazione comandò un reggimento in Carelia e nel 1942 fu posto a capo dell'intelligence militare; lavorò presso lo stato maggiore del maresciallo Carl Gustaf Emil Mannerheim a Mikkeli.
Dopo la guerra Paasonen, che aveva partecipato all'Operazione Stella Polaris, deluso dall'allontanamento di Mannerheim, che era stato accusato di essere un alleato delle Potenze dell'Asse, lasciò l'esercito finlandese e si trasferì prima in Svezia e poi in Francia, dove venne reclutato prima dal servizio di spionaggio francese e poi dalla CIA, compiendo diverse missioni segrete nel Baltico. Tra il 1948 e il 1952 aiutò Mannerheim, del quale aveva sposato una figlia, a scrivere le sue memorie in Svizzera. Nel 1963 si ritirò ed andò a vivere negli Stati Uniti d'America fino alla sua forte avvenuta undici anni dopo. È sepolto nel Cimitero di Hietaniemi ad Helsinki.